# Weleri (ort i Indonesien)
Weleri är en ort i Indonesien.   Den ligger i provinsen Jawa Tengah, i den västra delen av landet, 400 km öster om huvudstaden Jakarta. Weleri ligger 17 meter över havet och antalet invånare är 58 448.
Terrängen runt Weleri är platt åt nordost, men åt sydväst är den kuperad. Runt Weleri är det tätbefolkat, med 276 invånare per kvadratkilometer. Det finns inga andra samhällen i närheten. Omgivningarna runt Weleri är en mosaik av jordbruksmark och naturlig växtlighet.